# Gods & gårdar
Den här sidan handlar om magasinet, för bokserien se Svenska gods och gårdar. 
Gods & gårdar grundades 1996 på LRF Media och är ett inrednings- och livsstilsmagasin om livet på svenska gårdar, slott och herresäten. Det utkommer med 12 nummer per år. Den 1 juni 2016 köptes varumärket av Bonnier Tidskrifter, nuvarande Bonnier News. Ansvarig redaktör är Helene Arkhem.
| Chefredaktörer i urval | Tid       |
| ---------------------- | --------- |
| Eva-Stina Sandstedt    | –         |
| Eva Källlström         | –         |
| Naljen Ståhlström      | –2011     |
| Estelle Ejdeholm       | 2011–2015 |
| Erika Funke            | 2015–2022 |
| Helene Arkhem          | 2022–     |